# Nazim Babayev
Nazim Babayev (* 8. října 1997, Baku) je Ázerbájdžánský atlet, halový mistr Evropy v trojskoku.
V roce 2015 se stal juniorským mistrem Evropy v trojskoku. O rok později obsadil osmé místo na halovém mistrovství světa v Portlandu. Další úspěch přidal v roce 2017, kdy se stal mistrem Evropy do 23 let. Na evropském šampionátu v Berlíně obsadil mezi trojskokany čtvrté místo. Zatím největším úspěchem s pro něj stal titul halové mistra Evropy v trojskoku v březnu 2019.